# San Miguel del Ene
San Miguel del Ene es una localidad peruana, capital de distrito de Vizcatán del Ene, provincia de Satipo, al este del departamento de Junín.

## Descripción
Es una localidad ubicada dentro del VRAEM, un área conflictiva por la producción de droga y la poca presencia del Estado peruano. San Miguel del Ene es habitado mayoritariamente por el pueblo amerindio ashaninka.
El 24 de mayo de 2021 se perpetró una masacre en dos bares de la localidad, a vísperas de la segunda vuelta de las elecciones generales de junio de ese mismo año.